# Boeing AH-64 Apache
Boeing AH-64 Apache je dvomotorni turbogredni jurišni helikopter, ki ga je razvil ameriški Hughes, in je še vedno v proizvodnji pri Boeingu. Posadka je dvočlanska, operater orožja na sprednjem sedežu, na zadnjem pa pilot. V nosu ima več senzorjev za orožje in opremo za nočno gledanje, ter 30 milimetrski top M230 Chain Gun. Verzijo AH-64D se zlahka prepozna z radarsko kupolo nad rotorjem. Pri straneh ima vodljive rakete AGM-114 Hellfire, ki se večinoma uporabljajo proti tankom, lahko pa tudi drugim ciljem. Lahko je oborožen tudi z nevodljivimi Hydra 70 raketami. 
Apache je bil sprva zasnovan kot model Model 77, naslednik AH-1 Cobre. Prototip YAH-64 je prvič poletel leta 1975. Ameriška kopenjska vojska je izbrala YAH-64 pred rivalom Bell YAH-63. 
Je še vedno v proizvodnji, do danes proizvedli čez 1100 helikopterjev. Največji uporabnik je Ameriška kopenjska vojska, drugi uporabniki so Grčija, Japonska, Izrael, Združeno kraljestvo, Nizozemska.
Uporabljal se je skoraj v vseh ameriških konfliktih od 90ih naprej.

## Tehnične specifikacije
- Posadka: 2 (pilot in orožnik)
- Dolžina: 58,17 ft (17,73 m)
- Premer rotorja: 48 ft 0 in (14,63 m)
- Višina: 12,7 ft (3,87 m)
- Površina diska rotorja: 1809,5 ft² (168,11 m²)
- Naložena teža: 17.650 lb (8.000 kg)
- Maks. vzletna teža: 23.000 lb (10.433 kg)
- Motorji: 2 × General Electric T700-GE-701 pozneje T700-GE-701C  & T700-GE-701D (AH-64E) turbogredni, -701: 1.690 KM, −701C: 1.890 KM, −701D: 2.000 KM (-701: 1.260 kW, −701C: 1.409 kW, −701D: 1.490 kW) vsak
- Neprekoračljiva hitrost: 197 vozlov (227 mph, 365 km/h)
- Maks. hitrost: 158 vozlov (182 mph, 293 km/h)
- Potovalna hitrost: 143 vozlov (165 mph, 265 km/h)
- Dolet: 257 nmi (295 mi, 476 km)
- Bojni radij: 260 nmi (300 mi, 480 km)
- Dolet (prazen: 1.024 nmi(1.180 mi, 1.900 km)
- Največja višina leta: 21.000 ft (6.400 m) lahko naložen
- Hitrost vzpenjanja: 2.500 ft/min (12.7 m/s)
- Obremenitev diska rotorja: 9,80 lb/ft² (47,9 kg/m²)
- Razmerje moč/masa: 0,8 hp/lb (0,31 kW/kg)